# Leichtathletik-Weltmeisterschaften 2003/800 m der Frauen

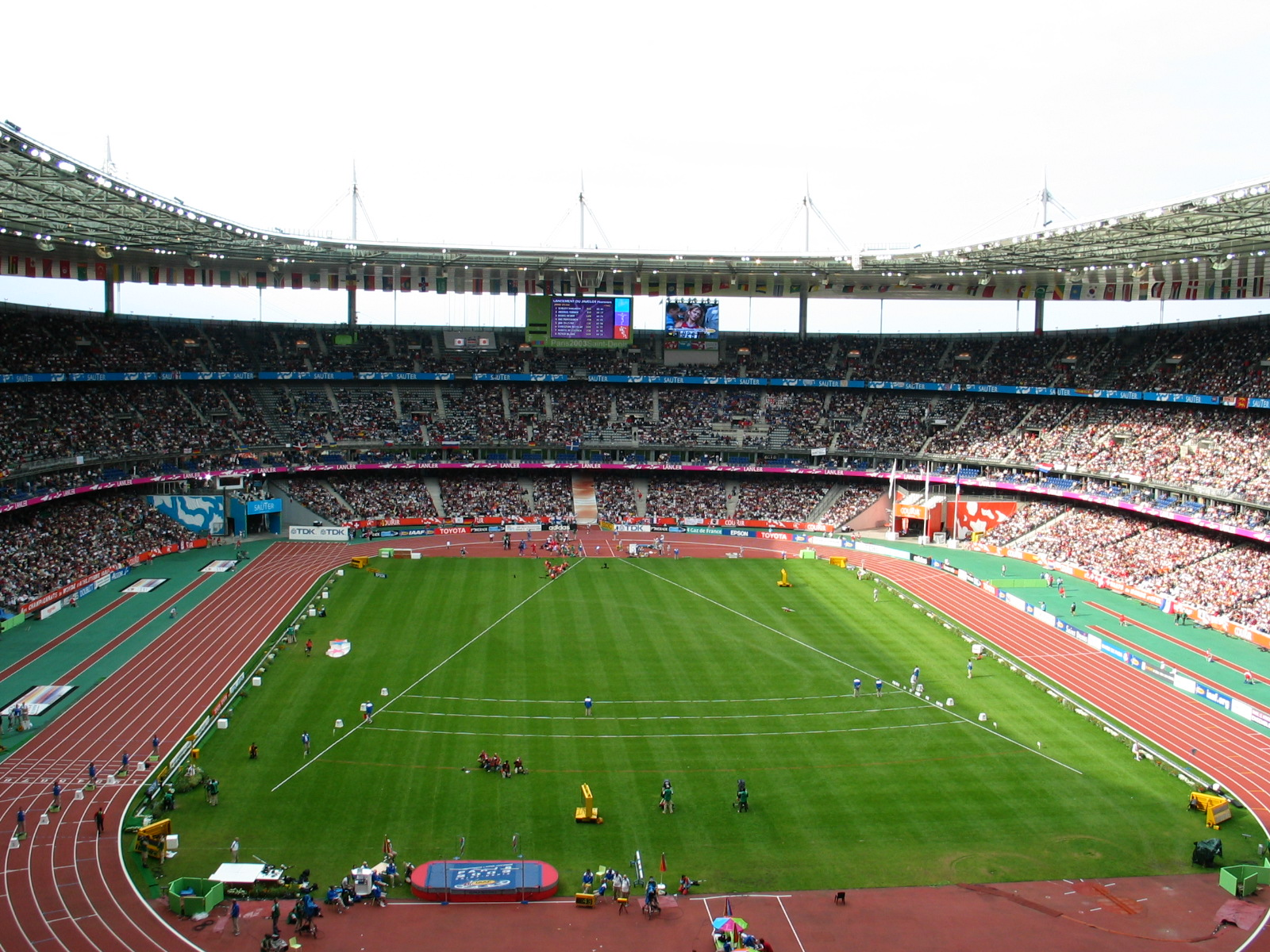
Stade de France in Paris/Saint-Denis am Schlusstag der Leichtathletik-Weltmeisterschaften

Der 800-Meter-Lauf der Frauen bei den Leichtathletik-Weltmeisterschaften 2003 wurde vom 23. bis 26. August 2003 im Stade de France der französischen Stadt Saint-Denis unmittelbar bei Paris ausgetragen.
Ihren dritten WM-Titel nach 1993 und 2001 errang die Olympiasiegerin von 2000 und Olympiadritte von 1996 Maria de Lurdes Mutola aus Mosambik. Bei Weltmeisterschaften hatte sie außerdem 1999 Silber und 1997 Bronze gewonnen. Darüber hinaus war sie fünffache Afrikameisterin (800 Meter: 1990, 1993, 1998, 2002 / 1500 Meter: 1990).

Silber ging an die britische Olympiadritte von 2000, WM-Dritte von 1995, Vizeeuropameisterin von 1994 und EM-Dritte von 2002 Kelly Holmes. Außerdem war sie 1995 Vizeweltmeisterin über 1500 Meter geworden.

Dritte wurde die Russin Natalja Chruschtscheljowa, die als Mitglied russischer 4-mal-400-Meter-Staffeln 1994 und 1998 jeweils EM-Silber errungen hatte.

## Bestehende Rekorde
| Weltrekord | 1:53,28 min | Jarmila Kratochvílová | München, BR Deutschland       | 26. Juli 1983  |
| WM-Rekord  | 1:54,68 min | Jarmila Kratochvílová | WM 1983 in Helsinki, Finnland | 9. August 1983 |

Der seit den ersten Weltmeisterschaften 1983 bestehende WM-Rekord wurde auch bei diesen Weltmeisterschaften nicht eingestellt und nicht verbessert.
Es wurden vier Landesrekorde aufgestellt:
- 2:07,12 min – Noelly Bibiche Mankatu (Demokratische Republik Kongo), 2. Vorlauf am 23. August
- 2:05,41 min – Myint Myint Aye (Myanmar), 4. Vorlauf am 23. August
- 2:29,86 min – Wesam Abubkheet (Palästina), 5. Vorlauf am 23. August
- 2:00,42 min – Akosua Serwaa (Ghana), 2. Halbfinale am 23. August

## Vorrunde
Die Vorrunde wurde in fünf Läufen durchgeführt. Die ersten drei Athletinnen pro Lauf – hellblau unterlegt – sowie die darüber hinaus neun zeitschnellsten Läuferinnen – hellgrün unterlegt – qualifizierten sich für das Halbfinale.

### Vorlauf 1
23. August 2003, 17:25 Uhr
| Platz | Name                | Nation         | Zeit (min) |
| ----- | ------------------- | -------------- | ---------- |
| 1     | Natalja Jewdokimowa | Russland       | 2:01,05    |
| 2     | Amina Aït Hammou    | Marokko        | 2:01,10    |
| 3     | Judit Varga         | Ungarn         | 2:01,47    |
| 4     | Jennifer Toomey     | USA            | 2:01,75    |
| 5     | Heidi Jensen        | Dänemark       | 2:02,01    |
| 6     | Esther Desviat      | Spanien        | 2:03,42    |
| 7     | Charlotte Moore     | Großbritannien | 2:03,80    |
| 8     | Marie-Lyne Joseph   | Dominica       | 2:17,73    |

### Vorlauf 2
23. August 2003, 17:31 Uhr
| Platz | Name                   | Nation                       | Zeit (min) |
| ----- | ---------------------- | ---------------------------- | ---------- |
| 1     | Maria de Lurdes Mutola | Mosambik                     | 2:00,86    |
| 2     | Claudia Gesell         | Deutschland                  | 2:01,06    |
| 3     | Lucia Klocová          | Slowakei                     | 2:01,14    |
| 4     | Joanne Fenn            | Großbritannien               | 2:01,27    |
| 5     | Faith Macharia         | Kenia                        | 2:01,36    |
| 6     | Agnes Samaria          | Namibia                      | 2:01,51    |
| 7     | Brigita Langerholc     | Slowenien                    | 2:01,55    |
| 8     | Noelly Bibiche Mankatu | Demokratische Republik Kongo | 2:07,12 NR |
| 9     | Uyanga Khaynkhirvaa    | Mongolei                     | 2:27,96    |

### Vorlauf 3

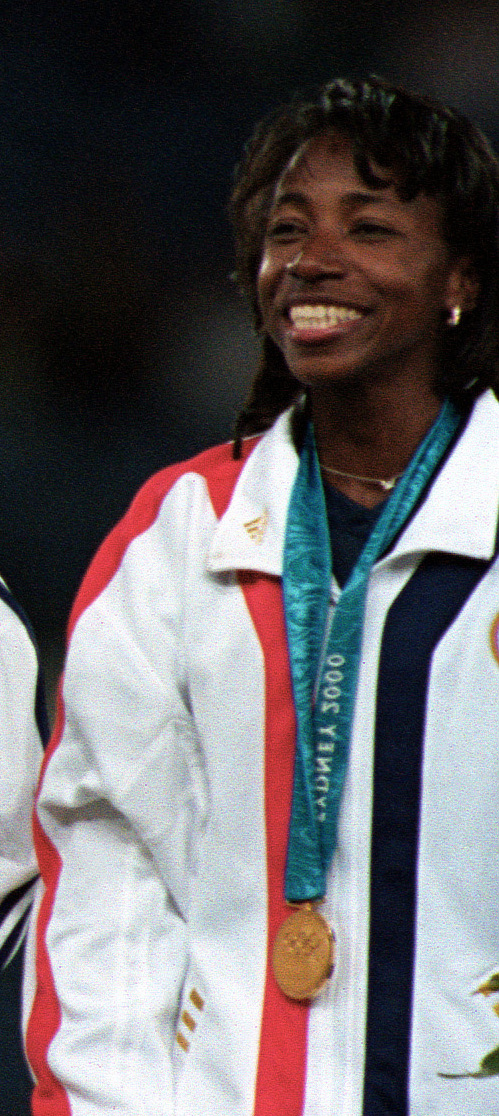
Als Vierte ihres Vorlaufs verpasste Jearl Miles Clark das Halbfinale um einen Rang

23. August 2003, 17:37 Uhr
| Platz | Name                      | Nation         | Zeit (min) |
| ----- | ------------------------- | -------------- | ---------- |
| 1     | Natalja Chruschtscheljowa | Russland       | 2:03,74    |
| 2     | Kelly Holmes              | Großbritannien | 2:03,75    |
| 3     | Maria Cioncan             | Rumänien       | 2:03,90    |
| 4     | Jearl Miles Clark         | USA            | 2:04,21    |
| 5     | Abir Nakhli               | Tunesien       | 2:04,43    |
| 6     | Adriana Muñoz             | Kuba           | 2:04,58    |
| 7     | Sandra Stals              | Belgien        | 2:06,12    |
| 8     | Adama Njie                | Gambia         | 2:17,04    |

### Vorlauf 4

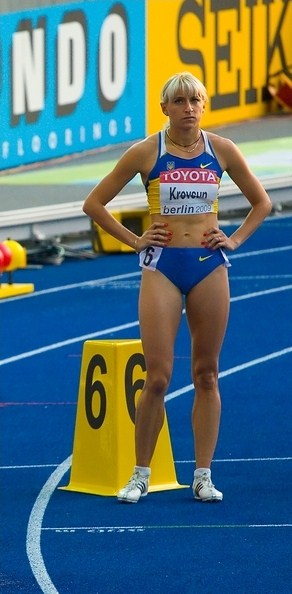
Julija Krewsun reichte ihr fünfter Platz im vierten Vorlauf nicht zum Weiterkommen

23. August 2003, 17:43 Uhr
| Platz | Name               | Nation      | Zeit (min) |
| ----- | ------------------ | ----------- | ---------- |
| 1     | Stephanie Graf     | Österreich  | 2:03,39    |
| 2     | Swetlana Kljuka    | Russland    | 2:03,68    |
| 3     | Seltana Aït Hammou | Marokko     | 2:04,01    |
| 4     | Tanya Blake        | Malta       | 2:04,61    |
| 5     | Julija Krewsun     | Ukraine     | 2:04,93    |
| 6     | Tatjana Borissowa  | Kirgisistan | 2:05,31    |
| 7     | Myint Myint Aye    | Myanmar     | 2:05,41 NR |
| 8     | Tatjana Roslanowa  | Kasachstan  | 2:07,98    |

### Vorlauf 5
23. August 2003, 17:49 Uhr
| Platz | Name             | Nation     | Zeit (min) |
| ----- | ---------------- | ---------- | ---------- |
| 1     | Tina Paulino     | Mosambik   | 2:01,06    |
| 2     | Anita Brägger    | Schweiz    | 2:01,09    |
| 3     | Akosua Serwaa    | Ghana      | 2:01,17    |
| 4     | Diane Cummins    | Kanada     | 2:01,20    |
| 5     | Letitia Vriesde  | Suriname   | 2:01,24    |
| 6     | Tamsyn Manou     | Australien | 2:01,43    |
| 7     | Wesam Abubkheet  | Palästina  | 2:29,86 NR |
| DNS   | Jolanda Batagelj | Slowenien  |            |

## Halbfinale
In den drei Halbfinalläufen qualifizierten sich die jeweils ersten beiden Athletinnen – hellblau unterlegt – sowie die darüber hinaus zwei zeitschnellsten Läuferinnen – hellgrün unterlegt – für das Finale.

### Halbfinallauf 1

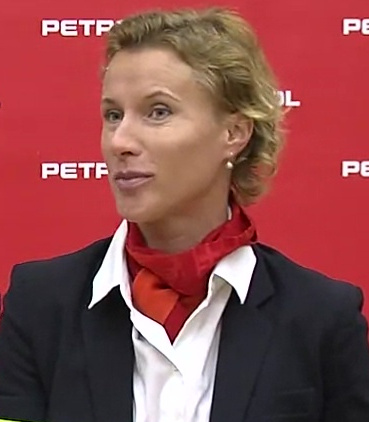
Brigita Langerholc – Rang sechs im ersten Halbfinale und damit ausgeschieden
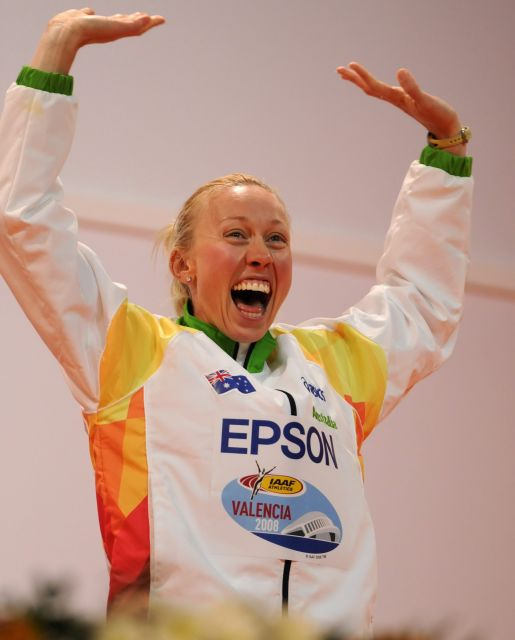
Tamsyn Manou, spätere Tamsyn Lewis, hatte als Achte ihres Halbfinale keine Chance, im Finale dabei zu sein

24. August 2003, 17:40 Uhr
| Platz | Name                      | Nation         | Zeit (min) |
| ----- | ------------------------- | -------------- | ---------- |
| 1     | Stephanie Graf            | Österreich     | 1:59,26    |
| 2     | Natalja Chruschtscheljowa | Russland       | 1:59,39    |
| 3     | Joanne Fenn               | Großbritannien | 2:00,56    |
| 4     | Letitia Vriesde           | Suriname       | 2:00,88    |
| 5     | Faith Macharia            | Kenia          | 2:01,30    |
| 6     | Brigita Langerholc        | Slowenien      | 2:01,58    |
| 7     | Jennifer Toomey           | USA            | 2:02,35    |
| 8     | Tamsyn Manou              | Australien     | 2:05,11    |

### Halbfinallauf 2

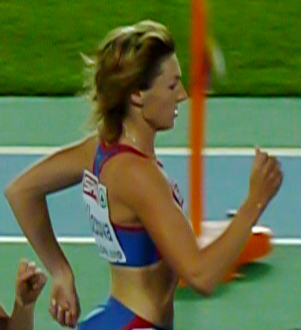
Lucia Klocová scheiterte als Sechste ihres Rennens im Halbfinale

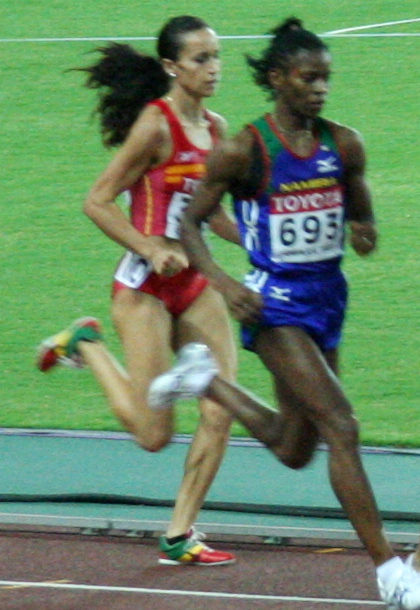
Agnes Samaria (rechts) schaffte es Achte des letzten Halbfinallaufs nicht ins Finale

24. August 2003, 17:38 Uhr
| Platz | Name                   | Nation         | Zeit (min) |
| ----- | ---------------------- | -------------- | ---------- |
| 1     | Maria de Lurdes Mutola | Mosambik       | 1:58,49    |
| 2     | Kelly Holmes           | Großbritannien | 1:58,86    |
| 3     | Diane Cummins          | Kanada         | 1:59,58    |
| 4     | Akosua Serwaa          | Ghana          | 2:00,42 NR |
| 5     | Maria Cioncan          | Rumänien       | 2:00,72    |
| 6     | Lucia Klocová          | Slowakei       | 2:00,73    |
| 7     | Natalja Jewdokimowa    | Russland       | 2:01,17    |
| 8     | Heidi Jensen           | Dänemark       | 2:01,73    |

### Halbfinallauf 3
24. August 2003, 17:56 Uhr
| Platz | Name               | Nation      | Zeit (min) |
| ----- | ------------------ | ----------- | ---------- |
| 1     | Amina Aït Hammou   | Marokko     | 2:00,57    |
| 2     | Claudia Gesell     | Deutschland | 2:01,01    |
| 3     | Seltana Aït Hammou | Marokko     | 2:01,34    |
| 4     | Swetlana Kljuka    | Russland    | 2:01,61    |
| 5     | Tina Paulino       | Mosambik    | 2:01,85    |
| 6     | Judit Varga        | Ungarn      | 2:02,20    |
| 7     | Anita Brägger      | Schweiz     | 2:02,34    |
| 8     | Agnes Samaria      | Namibia     | 2:02,66    |

## Finale

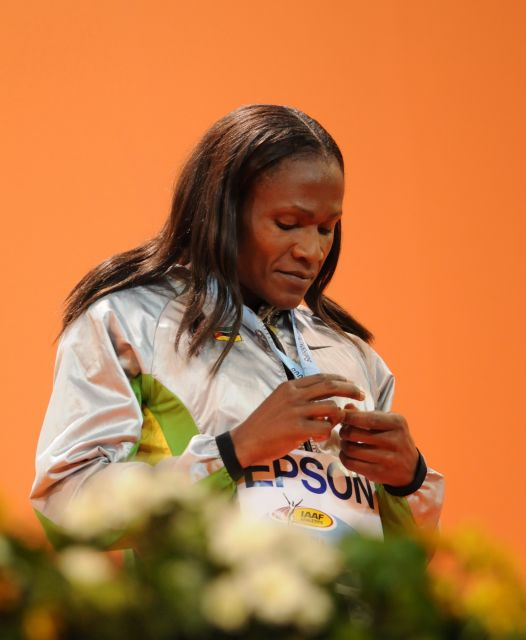
Maria Mutola, hochdekoriert als unter anderem aktuelle Olympiasiegerin, wurde nach 1993 und 2001 zum dritten Mal Weltmeisterin

26. August 2003, 20:50 Uhr
| Platz | Name                      | Nation         | Zeit (min) |
| ----- | ------------------------- | -------------- | ---------- |
| 1     | Maria de Lurdes Mutola    | Mosambik       | 1:59,89    |
| 2     | Kelly Holmes              | Großbritannien | 2:00,18    |
| 3     | Natalja Chruschtscheljowa | Russland       | 2:00,29    |
| 4     | Amina Aït Hammou          | Marokko        | 2:01,09    |
| 5     | Claudia Gesell            | Deutschland    | 2:01,84    |
| 6     | Diane Cummins             | Kanada         | 2:02,48    |
| 7     | Akosua Serwaa             | Ghana          | 2:03,24    |
| DNS   | Stephanie Graf            | Österreich     |            |

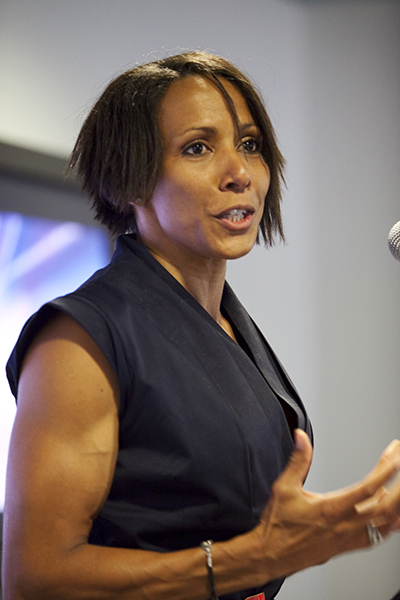
Kelly Holmes (hier im Jahr 2009), 2000 Olympiadritte und 1995 WM-Medaillengewinnerin über 800 und 1500 Meter, wurde Vizeweltmeisterin
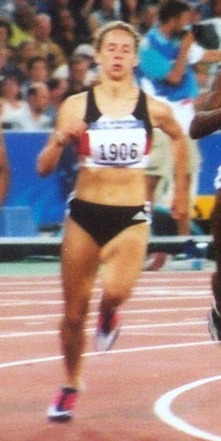
Claudia Gesell belegte Rang vier

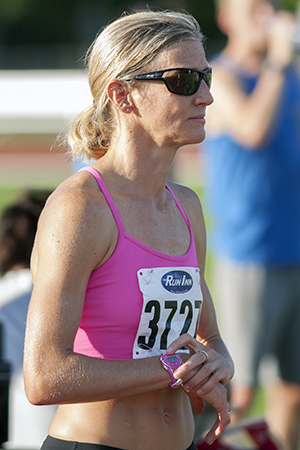
Die sechstplatzierte Diane Cummins
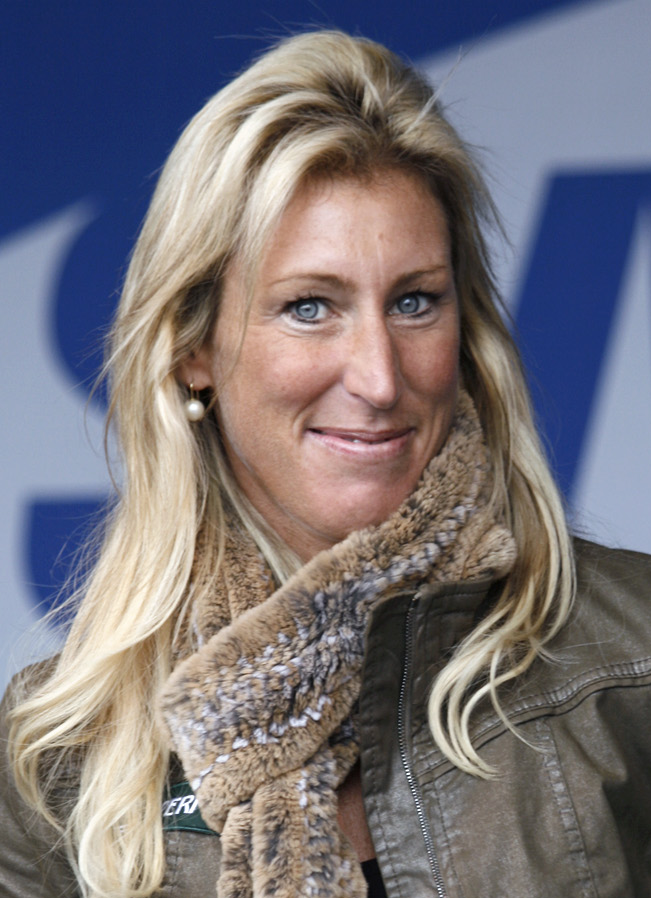
Stephanie Graf (Foto: 2008), 2000 Olympiadritte und 2001 Vizeweltmeisterin, trat zum Finale nicht an